# Đền Cao An Phụ
Đền Cao An Phụ là ngôi đền thờ An Sinh Vương Trần Liễu trên đỉnh núi An Phụ tại phường An Sinh, thị xã Kinh Môn, tỉnh Hải Dương.
Đền có tên tự là "An Phụ Sơn Từ", tọa lạc trên đỉnh cao nhất của dãy núi An Phụ (246 m). Đây là dãy núi thấp nằm hoàn toàn trên địa bàn thị xã Kinh Môn có chiều dài khoảng 17 km, chạy hướng tây bắc - đông nam song song với sông Kinh Thầy.

## Lịch sử
Trần Liễu sinh năm Kiến Gia thứ nhất (1211), là anh ruột của Trần Cảnh tức Trần Thái Tông, vị vua đầu tiên của nhà Trần. Năm 1237, triều đình cắt đất An Phụ, An Sinh, An Dưỡng, An Hưng, An Bang cho Trần Liễu làm thái ấp và lấy tên đất phong vương cho ông là An Sinh Vương. Trần Liễu mất vào ngày 1 tháng 4 năm 1251. Sau khi ông mất, người dân lập đền thờ trên đỉnh núi An Phụ, từ đó ngày 1 tháng 4 Âm lịch hàng năm trở thành ngày hội đền Cao An Phụ, nhân dân khắp nơi về làm lễ dâng hương tri ân công đức.
Ban đầu, đền chỉ có quy mô nhỏ như miếu. Sau nhiều đợt trùng tu và tôn tạo, đền được mở rộng và có quy mô như ngày nay.
Năm 1992, di tích lịch sử văn hóa, danh lam thắng cảnh Đền Cao An Phụ được xếp hạng là di tích cấp quốc gia. Ngày 22 tháng 12 năm 2016, Quần thể An Phụ – Kính Chủ – Nhẫm Dương được Thủ tướng Chính phủ xếp hạng là di tích lịch sử và danh lam thắng cảnh quốc gia đặc biệt.

## Kiến trúc
Đền được xây dựng theo kiểu kiến trúc tiền nhất hậu đinh, gồm có tiền tế, trung từ và hậu cung. Hậu cung có thờ tượng Trần Liễu và hai cháu nội Đệ Nhất Vương Cô và Đệ Nhị Vương Cô đều là con gái của Hưng Đạo Đại Vương Trần Quốc Tuấn.